# Narciso Campero
Narciso Campero Leyes (Tojo, Imperio español; 29 de octubre de 1813-Sucre, Bolivia; 11 de diciembre de 1896) fue un militar, político y masón boliviano. Ejerció la presidencia de Bolivia entre 1880 y 1884. Durante su gobierno, en plena guerra del Pacífico, ocurrió la batalla del Alto de la Alianza (o de Tacna).

## Biografía
Descendiente de los titulares del Marquesado de Yavi o del Valle de Tojo, fue hijo de Felipe Campero - hijo del tercer marqués, Juan José Gervasio Fernández-Campero- y de Florencia Leyes. Por lo tanto era sobrino del Coronel Graduado de las Provincias Unidas del Río de la Plata, Juan José Feliciano Fernández Campero, IV Marqués del Valle de Tojo, uno de los jefes de las montoneras de gauchos al mando del General Martín Miguel de Güemes.

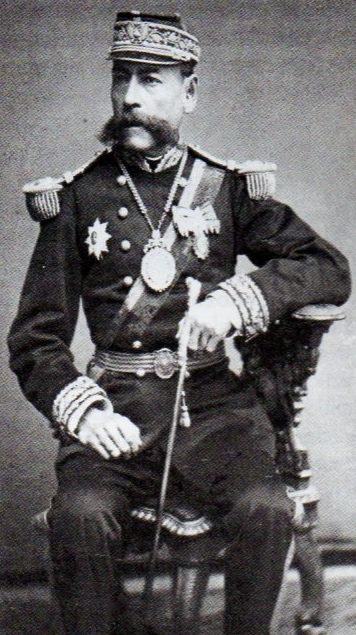
Retrato del primer presidente tarijeño en Bolivia, Narciso Campero Leyes.

Estudió la carrera de derecho en la Universidad Mayor, Real y Pontificia San Francisco Xavier de Chuquisaca, pero pronto abrazó la carrera de las armas.
Inició su carrera militar en la Batalla de Ingavi en 1841 y posteriormente realizó estudios en la Academia Militar francesa de Saint Cyr (actualmente Escuela Militar Especial de Saint Cyr)  mientras se desempeñaba como secretario de la legación boliviana en Francia. Como parte de su formación militar, participó en la campaña de Argelia bajo el mando del duque de Aumale, evento que sería recogido en sus memorias. Cómo muchos otros miembros de la élite de su tiempo, ingresó a la Francmasonería, permitiéndole a través de sus vínculos entablar amistad con los personajes más influyentes del mundo político de la región. A su regreso a Bolivia, ingresó a la vida política como partidario de José María de Achá Valiente, pero a la caída de este fue desterrado a Chile y la Argentina. Posteriormente se convertiría en hombre confianza del caudillo Mariano Melgarejo.
Narciso Campero participó de los trágicos sucesos del 26 de marzo de 1865, cuando una rebelión encabezada por expresidente Manuel Isidoro Belzú, con el apoyo de las clases populares de La Paz, expulsaron a Melgarejo del control de la ciudad, proclamándose Belzú como jefe de Estado. Melgarejo, enterado de la toma de La Paz, ingresó a la ciudad, abriéndose paso a golpes de sable entre la multitud hasta alcanzar el Palacio de Gobierno (hoy Palacio Murillo). Alcides Arguedas relata que, para sorpresa de Belzú y sus acompañantes, Melgarejo apareció en el Palacio con la espada desenvainada profiriendo insultos. Campero se interpuso entre Melgarejo y Belzú, rogándole que perdonara la vida de este. Melgarejo desoyó las súplicas de Campero y disparó su pistola, matando a su rival en el acto. Ante el horror de la multitud congregada en la plaza, Melgarejo apareció en el balcón del Palacio, con el cadáver ensangrentado de Belzú: "Belzú ha muerto: ¿quién vive?", dijo; un grito unánime le respondió "¡Larga vida a Melgarejo! ¡Viva!". Según las memorias de Narciso Campero -citadas por Arguedas-, el cadáver de Belzú fue ultrajado y abandonado en el primer piso del Palacio. Más tarde se presentó a reclamarlo su esposa, Juana Manuela Gorriti, la célebre escritora argentina de origen salteño. Con posterioridad a estos sucesos, Narciso Campero fue designado prefecto de La Paz.
Campero se distanciaría después de Melgarejo y se retiraría a la vida privada. En 1871 fue designado ministro de Guerra y se trasladó a Sucre, donde contrajo matrimonio con su parienta, Lindaura Anzoátegui Campero. En julio de 1872 fue designado ministro plenipotenciario de Bolivia ante los gobiernos de Gran Bretaña, Francia e Italia.

## La Guerra del Guano y Salitre

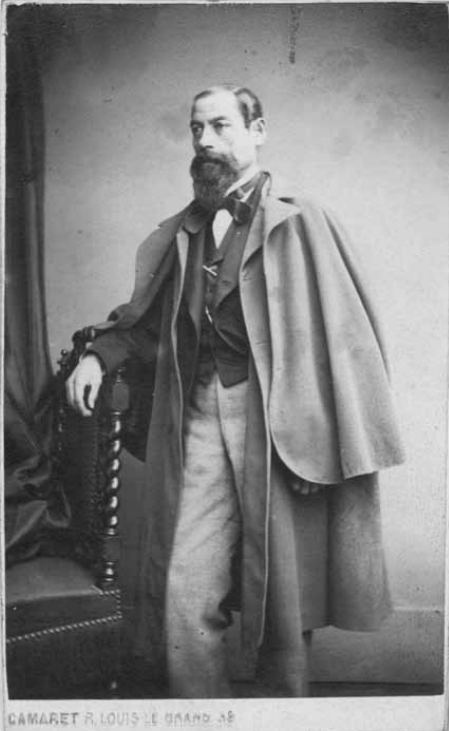
Fotografía del General Narciso Campero vestido de civil.

A su regreso, fue designado prefecto de Potosí y, posteriormente, encarcelado por unos meses como consecuencia de la caída del presidente Tomás Frías. El estallido de la guerra con Chile en 1879 motivó que ofreciera sus servicios al presidente Hilarión Daza, quien le ordenó levantar una división militar con reclutas de los departamentos del sur de Bolivia, principalmente de Tarija y Potosí, destinada a la reconquista de Calama de manos de las fuerzas chilenas con el fin de recuperar el territorio de Antofagasta. 
Su desempeño en esta misión es objeto de controversia entre los historiadores, pues autores como Alcides Arguedas sostienen que Campero vagó por la cordillera del sur de Bolivia como consecuencia de las órdenes contradictorias y los caprichos de Daza. Otros autores como José Mesa, Teresa Gisbert y Carlos Mesa Gisbert consideran que Narciso Campero no ordenó la entrada en acción de sus fuerzas por estar en colusión con los empresarios mineros encabezados por Aniceto Arce, quienes poseían intereses comerciales en sociedad con inversores chilenos, en el litoral del Pacífico, que había sido ocupado por Chile luego de las acciones militares de marzo de 1879. Esta interpretación de Mesa, Gisbert y de Mesa- Gisbert han alimentado interpretaciones revisionistas sobre este momento histórico, las cuales fueron reflejadas en el filme boliviano de 1989, Amargo Mar de Antonio Eguino.
Ante la falta de coordinación de los movimientos militares de la Quinta División, fue llamada la Errante o Israelita, pues vagaba en el desierto sin rumbo, y sin objetivo militar preciso. La única acción militar de relevancia fue la Batalla de Tambillo, donde soldados bolivianos derrotaron a una avanzada chilena, ventaja que no fue aprovechada por Campero para atacar Calama ya que recibió órdenes de Daza de replegarse hasta Oruro. Mientras se desarrollaba la campaña se puso en marcha la conspiración destinada a derrocar a Daza, que concluyó con su destitución del mando del ejército y su apartamiento del poder en noviembre de 1879.

## Presidente de Bolivia
Narciso Campero asumió la presidencia provisional a pedido de una Junta de Notables reunida en La Paz, luego del derrocamiento del general Hilarión Daza en diciembre de 1879. En 1880 una Convención, convocada en febrero de ese año, ratificó a Campero como presidente constitucional por un período de 4 años, acompañado por Aniceto Arce como su vicepresidente. El inicio de su gobierno coincidió con el virtual desmembramiento de las fuerzas bolivianas que actuaban junto a las fuerzas peruanas en la Guerra del Pacífico, lo que motivara que Campero convocara a un nuevo esfuerzo de movilización y asumiera personalmente la conducción de las tropas aliadas. El enfrentamiento decisivo aconteció en la batalla del Alto de la Alianza, el 26 de mayo de 1880, donde las fuerzas chilenas derrotaron a las fuerzas bolivianas y peruanas, bajo el mando de Campero. 

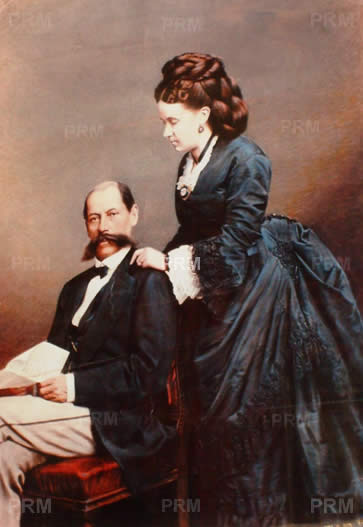
Narciso Campero Leyes junto a su esposa, doña Lindaura Anzoatégui Campero de Campero.

La derrota significó el repliegue de las fuerzas bolivianas y la pérdida definitiva del litoral marítimo boliviano a manos de Chile. El gobierno de Campero debió enfrentar graves dificultades como consecuencia de la guerra, la interrupción abrupta del comercio exterior o las epidemias y hambrunas entre la población, agravadas por la desmovilización militar. En su desempeño institucional, Narciso Campero promulgó una nueva constitución que inauguró el ciclo de la "república oligárquica", bajo el signo de las ideas liberales profesadas por la nueva élite minera. Campero trató de gobernar aferrándose al cumplimiento de la nueva constitución y la equidistancia política entre los grupos políticos divididos entre liberales, liderados por Eliodoro Camacho y los conservadores presididos por Arce. Un grave enfrentamiento personal y político con este, quien se desempeñaba como su vicepresidente y sostenía la necesidad de una paz inmediata con Chile, motivó el destierro de Arce hasta la conclusión de su mandato en 1884.
Al terminar su presidencia fue sucedido por su primo hermano Gregorio Pacheco Leyes, candidato de la oposición. Una agria disputa entre ambos aconteció por razones comerciales al poco tiempo de que Campero hiciera entrega del poder, quien demandó al presidente en ejercicio para que este entregara los dividendos producidos por la mina Guadalupe que ambos habían poseído en sociedad comercial. Este suceso fue seguido con apasionamiento por la prensa del país debido a las consecuencias políticas que esta disputa implicaba para el gobierno de Pacheco. Se formaron dos corrientes de opinión -una a favor de Campero y la otra de Pacheco-, cuya confrontación provocó una gran agitación cuando un fallo judicial obligó a Campero a permanecer detenido en su hacienda por un corto tiempo y los tribunales fallaron a favor de Pacheco.
Luego de estos sucesos, Campero se retiró a la vida privada y falleció en Sucre, el 11 de diciembre de 1896. Fue autor de unas memorias tituladas Regreso de Europa a Bolivia, sobre aspectos de su vida pública. Su esposa fallecería dos años después.
Actos Administrativos
- Se fundó la Universidad Autónoma Gabriel René Moreno.
- Se organizó las cortes de Justicia.
- Se exploró el Chaco y el Río Pilcomayo para sentar soberanía. La investigación científica estuvo a cargo del francés Julio Creveaux y el boliviano Daniel Campos. El primero murió asesinado por tribus guaraníes en 1882.
- Se fundó el Colegio San Calixto en La Paz

Miscelánea
- Su abuelo Juan José Gervasio Fernández-Campero, fue el tercer Marques de Yavi, considerado como el título nobiliario más importante del Virreinato del Río de la Plata.
- Una de las provincias del Departamento de Cochabamba se denomina Campero en su honor. Un barrio de la ciudad de Tarija también lleva su nombre.
- Narciso Campero es uno de los personajes principales del film boliviano Amargo Mar dirigido por Antonio Eguino en 1989.
- El escritor Néstor Taboada Terán describe con tonos sombríos el desempeño de Campero como prefecto de La Paz, durante el gobierno de Melgarejo, en su novela La Tempestad y la Sombra.
- Uno de sus nietos fue el canciller boliviano, Javier Paz Campero.